# Fiúk az életemből
A Fiúk az életemből (eredeti címe: Riding in Cars with Boys) 2001-es amerikai életrajzi filmdráma, amelyet Penny Marshall rendezett. A forgatókönyvet Beverly Donofrio önéletrajzi könyve alapján Morgan Upton Ward készítette. A főbb szerepekben Drew Barrymore, Steve Zahn, Brittany Murphy és Adam Garcia. 2001. október 19-én mutatták be az Egyesült Államokban. Magyarországon 2002. február 14-től vetítették a mozikban.

## Cselekmény
A tizenöt éves Beverly Donofrio egy connecticuti kisvárosban él az 1960-as évek közepén, és írói karrierről álmodik. Megismerkedik a nála alig idősebb Ray Hasekkel, beleszeret, és hamarosan teherbe esik tőle. Bár alig ismerik egymást, Beverly hozzámegy Rayhez. Apja, Leonard, megköszöni az esküvőn megjelent vendégeknek, hogy  a család mellett álltak. Fay, Beverly legjobb barátnője is beszédet mond, amelyben kiáll barátnője mellett, és az összes vendég előtt bevallja, hogy ő is terhes.
Beverlynek sikerül elkezdenie anglisztikát tanulni, és reméli, hogy munkát kap az egyetemen. Raynek kellene vigyáznia a fiukra, Jasonre az állásinterjú alatt, de a megállapodás ellenére cserbenhagyja. Beverlynek magával kell vinnie Jasont az interjúra, és elutasítják, mivel nem elég rugalmas. Otthon Beverly és Ray összevesznek, Beverly pedig kénytelen egy gyorsétteremben dolgozni.
Beverly és Ray egy idő után a férfi drogfüggősége miatt elválnak, és Beverly egyedülálló anya lesz. Mivel a pénze fogytán van, Fayjel együtt marihuánát kezd feldolgozni a konyhájában. A rendőrség elkapja, és Faynek a bátyjához kell költöznie Arizonába.
Néhány évvel később Beverly elismert íróvá válik, és önéletrajzi könyvet akar kiadni. A kiadó azt követeli, hogy Ray írásban engedélyezze közös életük részleteinek közzétételét. Beverly az időközben felnőtt fiával, Jasonnel együtt utazik vissza szülővárosába. Jason megdöbbenve látja apját, Rayt, aki teljesen leromlott állapotban van. Bár Ray új partnere kezdetben nagy összeget követel a beleegyezésért, Ray aláírja a dokumentumot. Ray bevallja a fiának, hogy sokat elszúrt az életében, és gyakran elképzeli, mennyire szeretett volna segíteni a felnevelésében.
Jason elmondja az anyjának, hogy össze akar költözni a barátnőjével, Fay lányával. Beverly meglepődik, hogy nem tudott a kapcsolatról, de odaadja Jasonnek az autóját. Beverly felhívja az apját, aki az utolsó jelenetben felveszi őt egy parkolóból.

## Szereplők
| Szerep                     | Színész               | Magyar hangja     |
| -------------------------- | --------------------- | ----------------- |
| Beverly Donofrio           | Drew Barrymore        | Györgyi Anna      |
| Ray Hasek                  | Steve Zahn            | Rajkai Zoltán     |
| Jason                      | Adam Garcia           | Csőre Gábor       |
| Fay Forrester              | Brittany Murphy       | Murányi Tünde     |
| Mr Leonard Donofrio        | James Woods           | Szakácsi Sándor   |
| Mrs Teresa Donofrio        | Lorraine Bracco       | Kiss Mari         |
| Shirley Perro              | Rosie Perez           | n.a               |
| Tina Barr                  | Sara Gilbert          | n.a               |
| Bobby                      | Desmond Harrington    | n.a               |
| Lizard                     | David Moscow          | n.a               |
| Tommy Butcher              | Peter Facinelli       | Karácsonyi Zoltán |
| Beverly Donofrio 11 évesen | Mika Boorem           | n.a               |
| Janet Donofrio 8 évesen    | Celine Marget         | n.a               |
| Janet 19 évesen            | Marisa Ryan           | n.a               |
| Lou bácsi                  | Vincent Pastore       | n.a               |
| Ann néni                   | Maryann Urbano        | n.a               |
| Mrs Forrester              | Susan Forristal       | Bessenyei Emma    |
| Mr Forrester               | John Bedford Lloyd    | n.a               |
| Amelia                     | Maggie Gyllenhaal     | Simonyi Piroska   |
| Amelia 8 évesen            | Skye McCole Bartusiak | n.a               |
| Jason Hasek 8 évesen       | Logan Lerman          | n.a               |
| Jason Hasek 6 évesen       | Cody Arens            | n.a               |
| Jason 3 évesen             | Logan Arens           | n.a               |
| Dennis Forrester           | Michael Linstroth     | n.a               |

## Fogadtatás

### Kritikai visszhang
A film megosztotta a kritikusokat. A Rotten Tomatoeson 49%-os minősítést ért el 109 értékelés alapján, az összefoglaló szerint: „A Fiúk az életemből szenved attól, hogy keveredik a szikárság és a pátosz a cukisággal és a komédiával. Ironikus módon sok kritikus Zahn karakterét meggyőzőbbnek és háromdimenziósabbnak találta, mint Barrymore-ét.” Peter Travers a Rolling Stone-tól azt írta: „Donofrio életének durva szélei vagy figyelmen kívül maradnak, vagy elsimulnak, helyüket széles nevetés és könnyed érzelgősség veszi át.” Peter Howell a Toronto Startól azt írta: „Annak ellenére, hogy szinte makulátlanra súrolták, a történet mégis nyomot hagy.” Jonathan Foreman a New York Posttól azt írta: „A keserédességre törekszik, de a nehéz rendezői kéz (amely egy merőkanálnyi nyálasságot használ) hajlamos elnyomni mind a humort, mind a pátoszt.”
A Metacritic 43 pontot adott a 100-ból 31 vélemény alapján. Jay Carr a Boston Globe-tól azt írta: „Hibás, de szerethető, oroszlánszívű nőként Barrymore diadalmasan érik be színésznőként.” Stephen Holden a New York Timestól úgy vélte: „Ahogy a film ide-oda ugrál az időben, lenyűgöző vágás- és beillesztési mozgékonyságot mutat, ügyesen fonja össze a humort és a drámát anélkül, hogy átcsapna bohózatba vagy szappanoperába.” Rita Kempley a Washington Posttól azt írta: „Alig értünk ki a kocsifelhajtóról, Penny Marshall rendező máris elveszti az irányítást.”

### Bevétel adatai
A Box Office Mojo szerint a film 35 millió dolláros bevételt ért el, a költségvetésről nincs adat.